# Pedro de Obregón

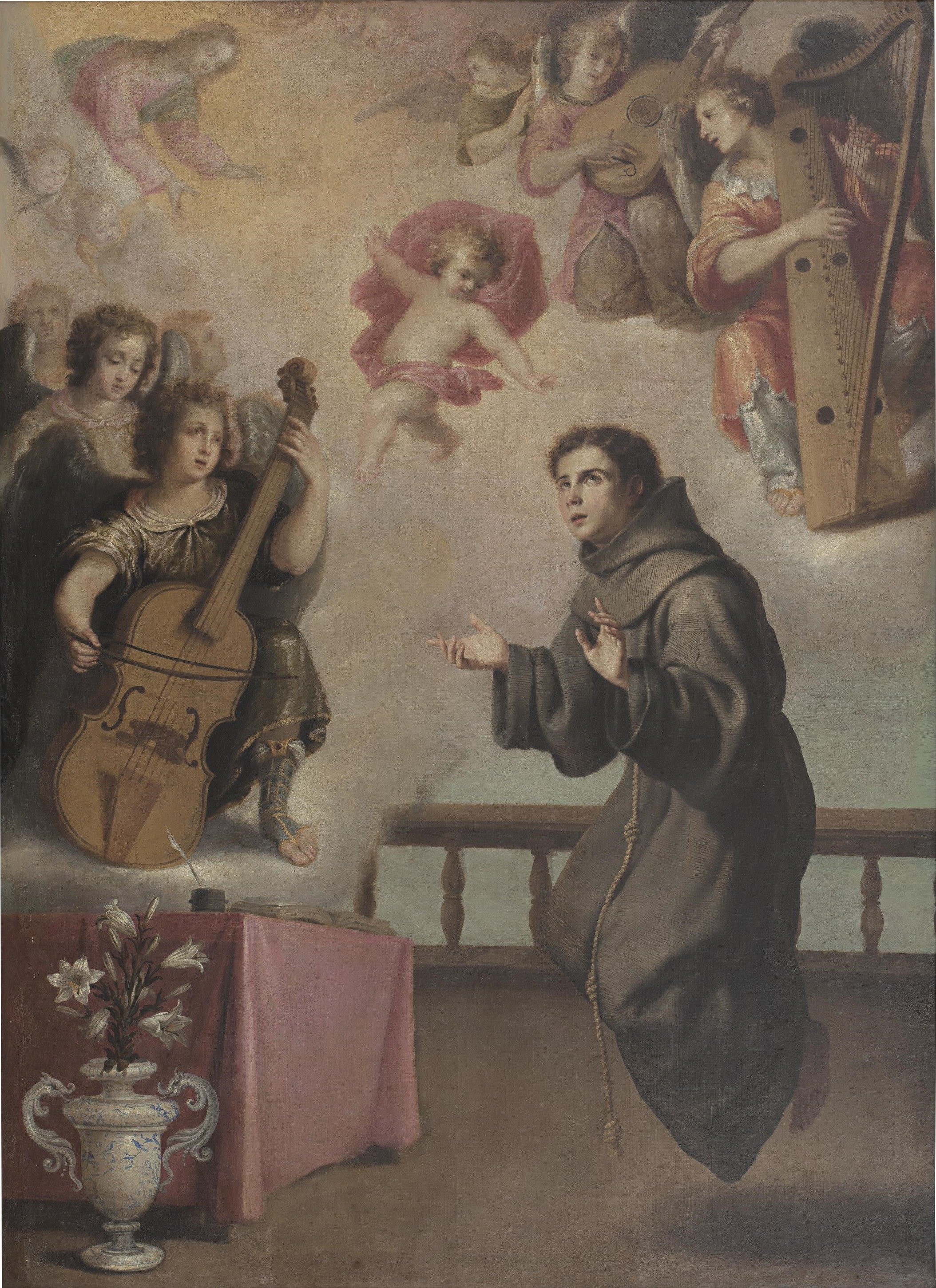
San Antonio de Padua, óleo sobre lienzo, 231 x 169 cm, Madrid, Museo del Prado. Réplica con alguna variante del cuadro del mismo asunto de Vicente Carducho conservado en el Museo del Ermitage (1631) en el que también se inspira el lienzo firmado por Pedro de Obregón en Villacastín. El lienzo del Prado, atribuido ahora a Pedro de Obregón el Joven, fue relacionado con Obregón, «con toda reserva», por Angulo y Pérez Sánchez.

Pedro de Obregón (Madrid, 1597-1659) fue un pintor y grabador español.

## Biografía
Según Antonio Palomino, se formó con Vicente Carducho, siendo uno de sus discípulos más aventajados, imitando al maestro en la corrección del dibujo. El mismo Palomino asevera que pintó muchos cuadros para particulares y pocos destinados al público, aunque alguno de mérito como una Santísima Trinidad para el convento de la Merced Calzada de Madrid, la obra que más fama le dio, y un San Joaquín y Santa Ana, encargado por la iglesia de Santa Cruz también de Madrid. Todo ello se ha perdido, conservándose de su mano únicamente una Aparición del Niño Jesús a San Antonio fechada en 1633, en el convento de Santa Clara de Villacastín (Segovia), derivada del lienzo de igual asunto de Vicente Carducho propiedad del Museo del Ermitage. Ejerció como miniaturista al servicio de la Catedral de Toledo desde 1653 a 1658. En estos años trabajó en la iluminación de algunos volúmenes del salterio que escribía Juan Ramírez de Arellano, cuya obra se enmarca dentro de las pautas del Barroco clasicista, con un correcto dibujo y un brillante uso de la luz y del color. 
Ceán Bermúdez afirma que también realizó grabados, y decía estar en posesión de dos, uno de ellos un Santo Domingo en Soriano hecho a partir de un dibujo de Alonso Cano, del que existe un ejemplar en la Biblioteca Nacional de España firmado por Pedro de Obregón como editor, y el otro una lámina pequeña con una mujer sentada pintando y unos genios de los que no existe otra noticia. Pero no puede ser suyo, por razones cronológicas, el grabado que también le atribuyó de Carlos II y Mariana de Austria de cuerpo entero publicado en la Nudrición Real de Pedro González de Salcedo (1671), firmado Pº Obregon. Podría tratarse de un hijo de su mismo nombre, del que no se tiene noticia documental, y quizá se trate del mismo Pedro Obregón que firmó en 1666 una Cabeza cortada de Apóstol de colección particular, en un avanzado estilo barroco muy distinto al del citado lienzo de Villacastín.
Fue padre de Diego de Obregón, notable grabador, especializado en la ilustración de libros, y de Marcos de Obregón, presbítero, que también practicó el grabado aunque con menor fortuna.